# گل موزاییکی
گل موزائیک که با نام لوسستریف کاذب نیز شناخته می شود، گیاهی علفی و چند ساله از خانواده Onagraceae است. این گیاه دارای گلهای زرد است که از ژوئن تا اوت شکوفا می شود. بومی برزیل و ونزوئلا بوده و زیستگاه آن شامل مناطق مرطوب و باتلاقی است. گل موزاییکی ممکن است در برخی مناطق گیاهی مهاجم باشد. 

## توزیع ها
اکثریت گلهای موزاییکی در مناطق معتدل آمریکای شمالی یافت می شود. این گیاه بومی آمریکای مرکزی و آمریکای جنوبی، عمدتاً ونزوئلا، پاناما، کلمبیا و برزیل است.   به دلیل رشد سریع، روش تولید مثل کارآمد و ماهیت تهاجمی، به عنوان یک گیاه بالقوه مهاجم در سریلانکا شناخته شده است. در آینده، ممکن است تبدیل به تهدیدی واقعی برای تنوع زیستی سریلانکا باشد.